# Puck (Shakespeare)

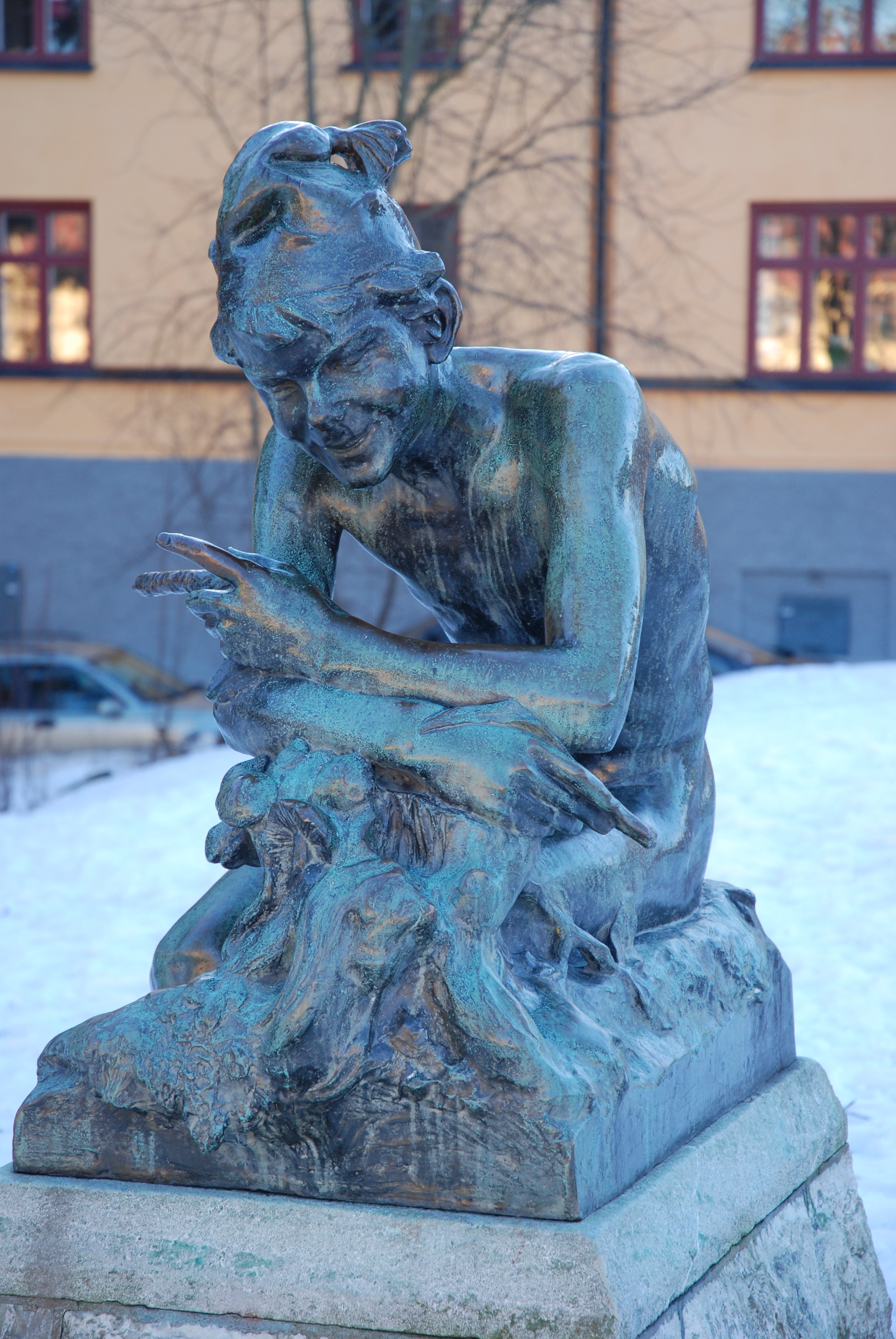
Puck, av Carl Andersson, 1912, i Midsommarkransen i Stockholm

Puck eller Robin Goodfellow är en okynnig figur i älvakungen Oberons tjänst i William Shakespeares pjäs En midsommarnattsdröm.
Puck är även en övernaturlig gestalt i germansk folktro, särskilt omhuldad av irländare och engelsmän som gav honom noanamnet Robin Goodfellow. I England, dit han kom med angelsaxarna, är han en upptågsmakare. I Skandinavien har Puck utvecklats till ett ont väsen med benämningen puke.